# Cześć, tato
Cześć, tato (wł. Buongiorno papà) – włoska komedia z 2013 w reżyserii Edoardo Leo z Raoulem Bovą i Rosabell Laurenti Sellers w rolach głównych.

## Fabuła
Blisko czterdziestoletni Andrea mieszka pod jednym dachem ze swoim przyjacielem Paolo. Któregoś ranka niespodziewanie pojawia się dziewczyna, która mówi o sobie, że jest córką Andrei. Młody ojciec musi stanąć na wysokości zadania, bo matka Layli nie żyje.

## Obsada
- Raoul Bova jako Andrea Manfredini
- Marco Giallini jako Enzo Brighi
- Edoardo Leo jako Paolo
- Nicole Grimaudo jako Lorenza Metrano
- Rosabell Laurenti Sellers jako Layla Brighi
- Paola Tiziana Cruciani jako Adele Stramaccioni
- Mattia Sbragia jako Roberto Manfredini
- Antonino Bruschetta jako Adriano
- Pamela Saino jako Angelica / Susy